# Фиджи на летних Олимпийских играх 1972
Фиджи принимала участие в Летних Олимпийских играх 1972 года в Мюнхене (ФРГ) в четвёртый раз за свою историю, но не завоевала ни одной медали. Страну представляли два легкоатлета.

## Лёгкая атлетика
Спортсменов — 2
Мужчины
| Спортсмен     | Вид                   | Забег          | Забег | Четвертьфинал | Четвертьфинал | Полуфинал | Полуфинал | Финал     | Финал     |
| Спортсмен     | Вид                   | Результат      | Место | Результат     | Место         |           |           |           |           |
| ------------- | --------------------- | -------------- | ----- | ------------- | ------------- | --------- | --------- | --------- | --------- |
| Самуэла Явала | 400м                  | 47,76          | 6     | Не прошёл     | Не прошёл     | Не прошёл | Не прошёл | Не прошёл | Не прошёл |
| Усайя Сотуту  | 5000м                 | 15.24,2        | 13    | Не прошёл     | Не прошёл     | Не прошёл | Не прошёл | Не прошёл | Не прошёл |
| Усайя Сотуту  | 10000м                | Не финишировал | -     | Не прошёл     | Не прошёл     | Не прошёл | Не прошёл | Не прошёл | Не прошёл |
| Усайя Сотуту  | 3000м с препятствиями | 9.12,0         | 12    | Не прошёл     | Не прошёл     | Не прошёл | Не прошёл | Не прошёл | Не прошёл |